# Escharella discors
Escharella discors är en mossdjursart som beskrevs av Hayward och Cook 1983. Escharella discors ingår i släktet Escharella och familjen Romancheinidae. Inga underarter finns listade i Catalogue of Life.